# Старый приятель
«Старый приятель» — российская музыкальная группа, образованная в Москве в 1995 году.

## История
Отправной точкой в истории группы «Старый приятель» стал момент, когда молодой пианист Александр Зарецкий, имеющий небольшой запас песен собственного сочинения, предложил автору, певцу и гитаристу Андрею Шурикову объединиться в творческий союз. Музыканты приняли участие в международном фестивале «Битлз — навсегда», проходившем в Днепродзержинске, что принесло им первый серьёзный успех. Ребята завоевали один из трёх главных призов, а именно большое хрустальное яблоко и диплом.
Официально годом основания группы «Старый приятель» считается 1995 год, когда окончательно был сформирован постоянный состав музыкантов и начата работа над записью первого авторского альбома. Первое выступление — клуб «Не бей копытом», куда пришло несколько друзей и старых приятелей, «они похлопали нам, хотя к тому времени мы репетировали не более трёх недель; наверно, как раз тогда мы и поняли, что можно пытаться двигаться дальше» (из интервью 1996 г.). В том же 1995 году группа продолжает счёт своим музыкальным успехам победой в конкурсе молодых исполнителей в престижном тогда клубе «Манхэттэн-Экспресс». Результат — денежный приз и, соответственно, появление в коллективе нового фирменного инструмента — бас-гитары.
Уже первые концерты группы были замечены прессой и в музыкальных журналах стали появляться заметки об коллективе: «„Старый приятель“ лихо бацает песенки на русском (!) языке, живо воскрешая в памяти танцплощадки начала 70-х. Самое интересное, что основная часть участников группы в те времена не то что пешком под стол ходила, но и вряд ли на свет ещё родилась. Тем не менее всё, что появилось в музыке после 1965 года, группа принципиально игнорирует».
В 1996 году компания RDM издаёт дебютный альбом группы «Не плачь!», записанный при участии звукорежиссёра и продюсера Василия Крачковского на студии «Мосфильм». Альбом стал лидером хит-парадов и прорывом для группы. Песни Александра Зарецкого «Московская любовь», «Новый день календаря», «Не плачь» и другие становятся радиохитами. «Старый приятель» участвует во многих телепрограммах — это и популярные «МузОбоз» и «Партийная зона», съёмки сборных концертов в зале «Россия», многочисленные телеинтервью и участие во всевозможных пресс-конференциях. Чуть позже снимаются видеоклипы на песни «Новый день календаря» и «Не плачь!», режиссёрами Анатолием Берсеньевым («Прогулки по воде» группы «Наутилус Помпилиус», «Дорога в облака» группы «Браво»), Александром Солохой (клипы Земфиры, В. Кузьмина, Г. Лепса и других), соответственно.
В 1997 году Алла Пугачёва в своём журнале «Алла» называет группу «главным музыкальным открытием года» и вручает диплом и памятные призы команде на презентации нового специального выпуска. В этом же году группа принимает участие в серии аншлаговых концертов в «Театре эстрады», посвящённых десятилетию выхода в свет первой пластинки бит-квартета «Секрет».
В 1998 году группу покидают Владислав Гусев, Константин Платов и Владимир Кардонов, чтобы создать свой коллектив «Седьмой город». Александр Зарецкий набирает новый состав, с которым работает над новым материалом, а также — записывает песню «Новогодняя сказка», объединив в её исполнении поп-звёзд того времени — Виктора Зинчука, Валерия Сюткина, Евгения Осина, Николая Расторгуева, Лолиту и Александра Цекало, Владимира Преснякова, Марину Хлебникову, Сергея Минаева, Батырхана Шукенова, групп «Отпетые мошенники», «Любэ», «Лицей» и других. Режиссёр Андрей Болтенко снял клип на эту песню, в котором поучаствовали все исполнители и, конечно, автор песни.
В октябре 2004 года на лейбле «Пролог Мьюзик» выходит альбом «Новый день календаря. The Best», сборник лучших песен, записанных группой в период 1996—2002 годов. В альбом вошли все хиты с первого альбома, а также шесть песен, не издававшихся ранее. В этом же году в группу приходит гитарист Сергей Андрианов, который берёт на себя обязанности администратора группы и концертного директора.
Также в 2004 году группа приступила к подготовке новой концертной программы и записи материала для нового альбома «Всё в нас». Процесс записи второго альбома затянулся на три года — группе пришлось поменять несколько студий и музыкантов. На фоне первого альбома, который был записан за два месяца, ситуация такого длительного марафона была необычной. Песни, которые вошли в альбом «Всё в нас» были написаны в разное время. Наиболее ранней оказалась композиция «Журавли». На неё был снят клип, который вошёл в коллекционное издание диска.
В 2006 году в группу был приглашён молодой музыкант Антон Басов. В сентябре 2008 года состоялась презентация альбома «Всё в нас». В эфире радиостанции «Наше Радио» песня «Музыка утра» не только находится в горячей ротации, но и в течение четырёх месяцев твёрдо удерживает позиции в хит-параде «Нашего радио» «Чартова дюжина». Такое возвращение не могло быть не отмечено: по итогам хит-парада «Чартова дюжина» за 2008 год и после голосования большого экспертного жюри группа «Старый приятель» стала номинантом премии «Чартова дюжина 2009» в номинации «ВЗЛОМ».
Весной 2008 состоялось выступление группы в программе «Субботний вечер» на телеканале «Россия», где в живом исполнении прозвучали хиты «Московская любовь» и «Новый день календаря».
С 2008 года «Старый приятель» — регулярный участник фестивалей «Нашествие».
Весной 2009 года «Старый приятель» и ФГ «Никитин» выпустили переиздание своего первого альбома «Не плачь» с бонус-треками (неопубликованная ранее песня и клип на композицию «Не плачь»).
В 2009 году готовится к выпуску третий альбом группы, в который вошли как неизданные песни прошедших лет («Зачем»), так и новые композиции. Снимается клип на песню «Место под солнцем», режиссёром которого выступает Владилен Разгулин, известный своими работами с «Би-2» и «Уматурман».
2010 год — участие в юбилейном проекте Аллы Пугачевой «Ты молчи, мы споём», который завершился большим концертом в «Крокус-сити холле» и телевизионной версией на «Первом канале». Группа записала песню из репертуара Примадонны «Белая дверь» (муз Ю. Чернавского, слова Л. Дербенёва), которая получает новое дыхание в оригинальной аранжировке группы и становится очередным хитом «Приятелей».
В этом же году появляется новая пластинка «Старого приятеля» — «Планета плюс», выпущенная компанией «Навигатор рекордс». Песня неизменного автора группы Александра Зарецкого «Все, кого ты любила» попадает в плей-листы многих радиостанций, включая «Наше Радио», и с успехом исполняется группой с главной сцены очередного фестиваля «Нашествие».
2013 год — группа с помощью неизменного звукового продюсера Василия Крачковского и гитариста Владимира Корниенко («Корней») на студии Игоря Матвеенко записывает диск «Паринама», получивший высокую оценку прессы и попавший по версии информационного агентства «InterMedia» в десятку лучших пластинок 2013 года (наряду с альбомами Л. Агутина, Земфиры, Г. Сукачёва, Нойза МС, «Океан Эльзи» и других). Вариант ностальгической композиции «Новаторов» из альбома «Паринама» группа записывает с участием лидера группы «Несчастный случай» Алексея Кортнева.
Осенью того же года проводится большая презентация «Паринама» с участием таких ярких исполнителей, как Владимир Корниенко, Дмитрий Четвергов, Олег Чубыкин, группы «Муха», «Ромарио», поэт Александр Вулых и прочих.
В начале 2015 года компания «Мирумир» выпускает сборник лучших песен группы на виниловом диске (оригинальное оформление к которому придумал дизайнер Д. Масловский, а фотографии предоставил П. Братерский). В этом же году компанией «Навигатор рекордс» был издан необычный цикл песен «Приятелей», запись которых велась группой ещё в 1997 году и, которые долгое время считались утерянными. Микшировал оцифрованные плёнки музыкант, продюсер и режиссёр А. Якомульский. Альбом получил логичное название «Девяносто седьмой».
Выпуск винилового сборника и «потерянного» альбома были отпразднованы в марте на презентации группы. В концерте «Старого приятеля», помимо музыкантов первого состава Влада Гусева и Константина Платова, принимали участие Валерий Сюткин, Вячеслав Малежик, Сергей Галанин, Александр Чиненков и многие другие. В программе, помимо лучших песен коллектива, была представлена новая песня Александра Зарецкого «Ангел», которую лидер «Старого приятеля» записал в дуэте с Андреем Макаревичем.
2016 год. Ведётся запись очередного цикла песен Александром Зарецким под рабочим названием «Круглый бильярдный стол», а также в сотрудничестве с продюсером Алексеем Сашиным — работа группы над синглом «Молодость», в который войдут три песни, на каждую из которых планируется снять клип.
2017 год — в ресторане «Корстон» группа отметила выпуск сингла «Молодость» при участии друзей — звёзд российской сцены. В этот вечер Александра Зарецкого пришли поздравить: Юрий Антонов, Игорь Бутман, Алексей Кортнев(группа «Несчастный случай»), Николай Фоменко (бит-квартет «Секрет»), поэт Александр Вулых, Александр Иванов (группа «Рондо»), Анастасия Макаревич и группа «Лицей», Сергей Галанин (группы «Неприкасаемые», «СерьГа»), Роман Луговых (группа «Ромарио»), Николай Девлет-Кильдеев (группа «Моральный Кодекс»), Игорь Жирнов (группа «Рондо»), Алексей Могилевский (группа «Наутилус Помпилиус») и другие. Помимо основной программы, «Старый Приятель» представил новую песню А. Зарецкого, исполненную в дуэте с Александром Ивановым, «Жди меня». Вместе с Алексеем Кортневым группа спела уже известную композицию коллектива «Новаторов» с альбома «Паринама». Знаменитый хит группы «Лицей» девушки исполнили под аккомпанемент «Старого приятеля» в оригинальной «приятельской» аранжировке. С Алексеем Могилевским группа представила «B-side» нового сингла, рок-н-ролла «Разделась». На экране во время выступления коллектива демонстрировались два новых видеоролика «Молодость» и «Разделась», снятые студией «73» и продюсером А. Сашиным. Ведущая презентации — Ксения Стриж.
2018 год — песня «Жди меня» в оригинальной староприятельской аранжировке попадает в ротации «Нашего радио», и группа получает очередной хит в свой репертуар. В группу возвращается один из основателей коллектива, партнёр Зарецкого, бас-гитарист и певец Владислав Гусев. 23 марта проходит большой юбилейный концерт, посвящённый 50-летию «капитана» приятелей, автора всех песен коллектива Александра Зарецкого, в новом просторном московском клубе «ЗиЛ Арена». Была сыграна программа из трёх отделений, где, помимо всех лучших песен исполняемых группой, были представлены дуэты со звёздными гостями, друзьями автора. В этот вечер поздравить Александра и исполнить его песни вышли на сцену Валерий Сюткин, Сергей Мазаев, Марина Хлебникова, Анастасия Макаревич и группа Лицей, Ирина Сурина, Алексей Мурашов, группа «Амария» и другие. Среди гостей было много известных актёров, музыкантов, творческих коллег и друзей Александра.
В начале 2020 года «Старый приятель» представил «Квартирник» — альбом акустических версий песен в новой аранжировке, включающий ранее неизданные песни. В конце 2020 года группа выпустила альбом «Время».
29 марта 2021 года Александр Зарецкий ушёл из жизни вследствие осложнений коронавирусной инфекции.
19 марта 2022 г. в эфире программы телеканала НТВ «Квартирник у Маргулиса» на концерте к Дню рождения Александра Зарецкого состоялась live-премьера песни «Птичка», исполненная дуэтом с Ириной Суриной

## Состав группы «Старый приятель»
- Александр Зарецкий  — вокал, электро- и акустические гитары, клавишные, перкуссия (1968-2021; [R.I.P.])
- Антон Басов — основной вокал, гитара, акустическая гитара, бас-гитара, видеомонтаж, автор
- Халыг Салаев — бас-гитара, клавишные, вокал, мультипликация (так же гр.НЕЙРОНЫ)
- Сергей Новиков — гитара, бас-гитара, вокал (2012-2015, с 2022)
- Артем Самойлов — перкуссия, ударные, вокал (2011-2015, с 2022)
- Евгений Крючков — клавишные
- Анна Каунова —  директор группы

+
- Юрий Смоляков — клавишные (сессионно) (так же гр.Воскресенье)
- Антон Володин — ударные (сессионно)

## Дискография
- 1995 — «Старый Приятель. 1995»[4], в 1996 переиздан как «Не плачь!»[5], в 2009 году переиздан с бонус-треками[6]
- 2004 — «Новый день календаря»
- 2008 — «Всё в нас»
- 2010 — «Планета+»
- 2013 — «Паринама»
- 2015 — «Девяносто седьмой»
- 2016 — «Лучшее 1996-2013»
- 2017 — «Молодость» (сингл)
- 2018 — «Жди меня» (сингл)
- 2020 — «Квартирник»
- 2020 — «Время»
- 2023 — «Не сегодня!»